# Distrito de Ragash
Ragash es un distrito (municipio) situado en la provincia de Sihuas, en el departamento de Áncash, Perú. Según el censo de 2017, tiene una población de 2278 habitantes.

## Historia
Este distrito fue creado por disposición de la Ley N.º 14761, del 12 de diciembre de 1963, en los inicios del primer gobierno del Presidente Fernando Belaúnde Terry.

## Toponimia
Una hipótesis es que ragash significa «caserones de piedra». Etimológicamente provendría de ragá, que significa "escombros".
Otra hipótesis es que su nombre procede de la palabra quechua raqash, que es una especie de papa de fécula blanca, de buen tamaño y de sabor desabrido. Dicha papa se emplea en fritura y como escolta de locro.

## Caseríos
- Quingao
- Tucush
- Ayaviña
- Manta
- Paccha
- Paicarán
- Calia
- Lachoj
- Utuc
- Ullucutay

## Turismo
- FESTIVIDAD RELIGIOSA: FIESTA PATRONAL; 24 de setiembre en Homenaje a Santa Cruz.
- LA SEMANA SANTA.
- DANZAS: Las Pallas de Paicarán, “Los Pieles Rojas” de Quingao, los Pastorcillos de Navidad declarado Patrimonio Cultural de la Nación el 23 de marzo de 2016 con la R.VM. N.º 030-2016-VMPCIC-MC.
- ESTAMPAS: “Los Osos” de Tucushy, Las Carreras,
- ECOTURISMO: La Cuenca del Río Sihuas y el Qhapaq Ñan-Camino del Inca
- LAGUNAS: 03 lagunas de Huagor Grande, 05 lagunas de Huagor Chico, 02 lagunas de Pallahuachanga, Quinllay Cueva,  Shahuana 1, Shahuana 2, Azulcocha 1, Bateacocha 1, Chaquicocha, Azulcocha 2, Murococha, 03 lagunas de Huashuacocha, Rimacocha, Utcococha, Callampita, 17 lagunas de Coyllorcocha, Puquirca, Chaupirca,  Angash, Yanacocha (Laguna Negra), Cushurpata, Huacacocha, 03 lagunas de Bateacocha ,  Suirococha, Champacocha, otros.
- SITIOS ARQUEOLÓGICOS: 
  - CIUDADELA DE POBLAZÓN (Quingao)
  - CIUDADELA DE LLANTÉN (La Esperanza)
  - CIUDADELA DE POBLAZÓN (Tucucsh)
  - CIUDADELA DE GANTUHIRCA (Paccha)
  - CIUDADELA DE TICAHUASI –PUEBLAZÓN (Paccha)
  - CIUDADELA DE PASHAS-CAMPANARIO (Ragash)
  - CIUDADELA DE POBLAZÓN y Tumbas (Ragash)
  - CIUDADELA DE LLIPLLEG-POBLAZÓN (Huaraupampa)
  - CIUDADELA DE HUALLGASH (Huanza)
  - CAMINO INCA, INCA NANI O QHAPAQ  ÑAN  PATRIMONIO NACIONAL con RD N.º 131-2011-VMPCIC-MC y PATRIMONIO MUNDIAL reconocido por la UNESCO el 25 de junio de 2014.
  - Sitio Arqueológico de Coyllorcocha
  - Sitio Arqueológico de Salapampa
  - Tambo de Pallahuachanga
  - Sitio Arqueológico del Cerro Huangor
  - Tambo de Pariachuco
  - Sitio Bizcacharajra

## Geografía
Su capital es el pueblo del mismo nombre, que está ubicado a una latitud sur de 08º31'39 y una longitud oeste de 77º39'53, a una altitud de 3500 metros sobre el nivel del mar, exactamente en la zona suni.
Queda a la orilla de una quebrada que desemboca en el río principal de la provincia, el río Rupaq, afluente de la hoya del río Amazonas.

## Demografía
Se considera a este distrito en el rango de extrema pobreza.

## Autoridades

### Municipales
- 2022-2025
  - Alcalde: José Carlos Minaya Velásquez[3]
- 2011-2014[4]
  - Alcalde: John Mishell Barrionuevo Castillo, del MIRO.
  - Regidores: Alejandro Timoteo Romero Sevillano (MIRO), Víctor Alejandro Sabino Mendoza (MIRO), Olimpio Vega Carrillo (MIRO), Clara Villanueva Velásquez de Roldán (MIRO), Yon Yoel Castillo Padilla (Somos Perú).
- 2007-2010
  - Alcalde: Olimpio Andrés Alejos Mendoza.

## Festividades
- Virgen de las Nieves
- Fiesta Patronal: Santa Cruz, 24 de setiembre.